# Jardí de simples

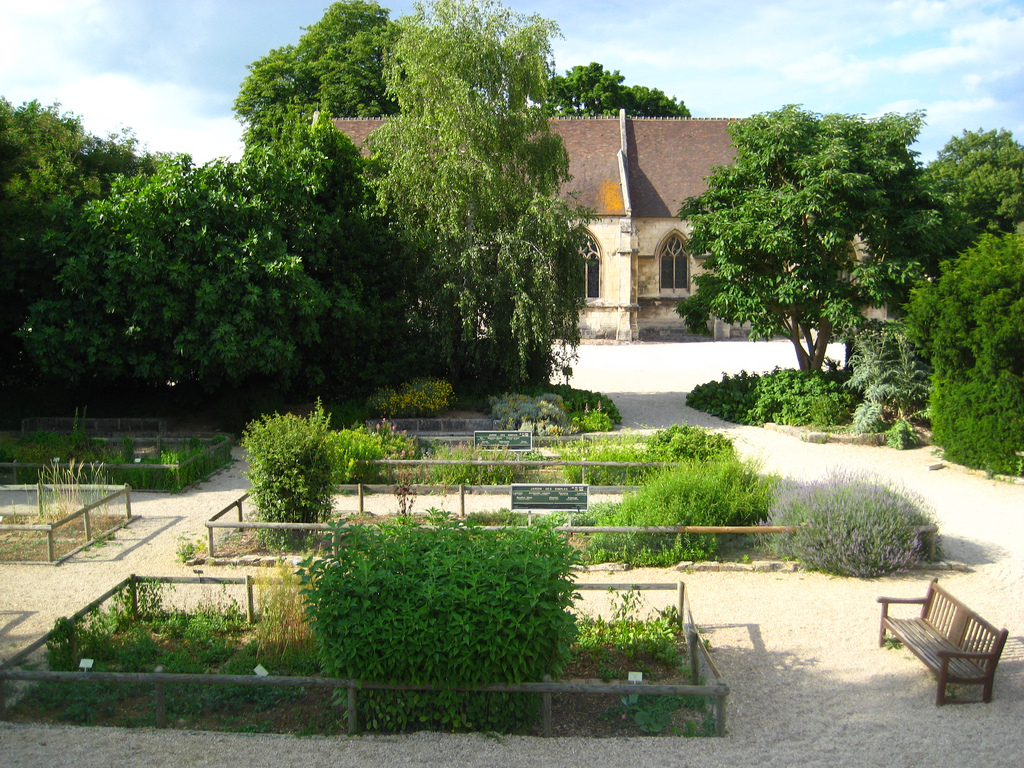
Reconstrucció d'un jardí de simples al Castell de Caen.

El jardí de simples és un jardí de plantes medicinals, les simples que són "varietats vegetals amb virtuts medicinals". Molt estesos a l'edat mitjana, el jardí de simples es trobava principalment als  jardins de rector.
Actualment, a nombrosos llocs es proposen la reconstrucció i la visita de jardí de simples com al priorat d'Orsan. Les plantes s'hi conreen en quadrats de terra sobrealçada.